# Герб Петуховского района
Герб муниципального образования Петуховский район Курганской области является официальным символом Петуховского района.
Герб утверждён решением Петуховской районной Думы от 30 августа 2019 года № 396 и внесён в Государственный геральдический регистр Российской Федерации с присвоением регистрационного номера 12557.

### Описание
В серебряном и золотом, скошенном слева над зеленой оконечностью, обременённой серебряным поясом, поле — лазоревый идущий медведь с червленой поднятой правой передней лапой.

### Символика
Петуховский район был образован в 1924 году в составе Ишимского округа Уральской области, а затем с 6 февраля 1943 года передан в состав области. Богатая история района имеет славные трудовые достижения и традиции, различные памятники культурного наследия и природы.
Однако, самой отличительной особенностью района является уникальное Медвежье озеро, известное далеко за пределами России своим целебным микроклиматом, уникальными лечебными грязями, минеральной водой. Неповторимая по своей красоте чистейшая водная гладь, которую часто называют «собственным Израилем», переполнена минералами и натуральными грязями, они в свою очередь полностью идентичны по составу Мертвому морю. Из-за большой концентрации соли в воде здесь не водится ни одного вида рыбы и никаких диких млекопитающих, а окунающихся туристов словно выбрасывает на поверхность неведомая мощь, не давая им занырнуть или утонуть. По своей протяженности озеро довольно обширное — около 61 км длиной.
По легенде, озеро названо «Медвежьим» не случайно. Местные старожилы рассказывают, что давным-давно, когда озеро только зарождалось, наведывался на его берег медведь, у которого болела лапа. Медведь окунал лапу в волшебную жидкость озера и таким образом заживлял свои раны. С тех пор озеро зовется «Медвежьим», к тому же, своим огромным размером как бы напоминая медведя.
Лазоревый (синий) медведь символизирует Медвежье озеро и легенду его названия. Раненая лапа, которую медведь готов был излечить в озере, аллегорически показана червленым (красным) цветом.
В то же время идущий, превозмогая боль, медведь — символ преодоления преград, находчивости, уверенности, движения вперед, поступательного развития, независимости и силы.
Поле герба, составленное из серебряной и золотой частей, дополняет символику герба Петуховского района:
линия деления поля герба аллегорически показывает, что Петуховский район находится на границе Российской Федерации и Республики Казахстан;
- Серебро (белый цвет) — символ соленых, экологически чистых целебных вод Медвежьего озера;
- Золото (желтый цвет) — символ славных трудовых достижений и сельского хозяйства — основы экономики Петуховского района.
- Узкая серебряная (белого цвета) полоса в оконечности герба символизирует основные транспортные магистрали Петуховского района: Южно-Уральскую железную дорогу — часть Транссибирской магистрали и Федеральную автомобильную дорогу Р-254 «Иртыш».

Примененные в гербе цвета дополняют его символику:
- лазурь (синий цвет) — символ возвышенных устремлений, искренности и добродетели;
- червлень (красный цвет) символизирует мужество, самоотверженность, труд, справедливую борьбу, красоту и праздник;
- зеленый цвет символизирует природу, весну, здоровье, молодость и надежду;
- золото (желтый цвет) — символ высшей ценности, величия, богатства, урожая;
- серебро (белый цвет) — символ чистоты, открытости, божественной мудрости, примирения.

Для обозначения региональной принадлежности и административного статуса герб Петуховского района может воспроизводиться со следующими дополнительными элементами:
- вольной частью в виде четырехугольника, примыкающего изнутри к верхнему правому углу герба Петуховского района с воспроизведенными в нем фигурами из герба Курганской области;

Воспроизведение вольной части осуществляется в соответствии со статьей 7 п. 7.2 Закона Курганской области от 25.11.1997 № 90 «О Гербе Курганской области».
- короной, соответствующей статусу муниципального образования.

Корона воспроизводится согласно Методическим рекомендациями по разработке и использованию официальных символов муниципальных образований (Раздел 2, Глава VIII, пункты 45, 46), утвержденными Геральдическим Советом при Президенте Российской Федерации 28.06.2006 года.
Дополнительные элементы герба Петуховского района могут воспроизводиться одновременно.
Дополнительные элементы герба Макушинского района могут воспроизводиться одновременно.

## Авторская группа
- Идея герба: Константин Моченов (Химки), Михаил Медведев (Санкт-Петербург);
- Художник и компьютерный дизайн: Анна Гарсия (Москва);
- Обоснование символики: Ольга Френкель (Москва).

## История

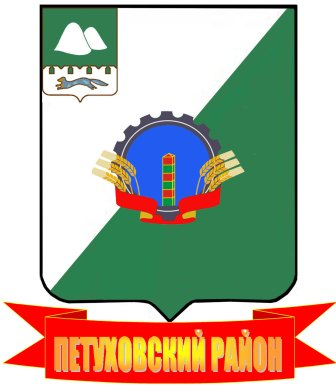
Герб Петуховского района до 2019 года

Ранее использовался герб с изображением пограничного столба, колосьев и шестерни на серебряном и зелёном, скошенном слева поле.